# Charles Doudelet
Charles Doudelet, né le 8 février 1861 à Lille et mort le 7 janvier 1938 à Gand, est un artiste peintre, illustrateur, graveur et scénographe belge, proche du courant Art nouveau.

## Biographie

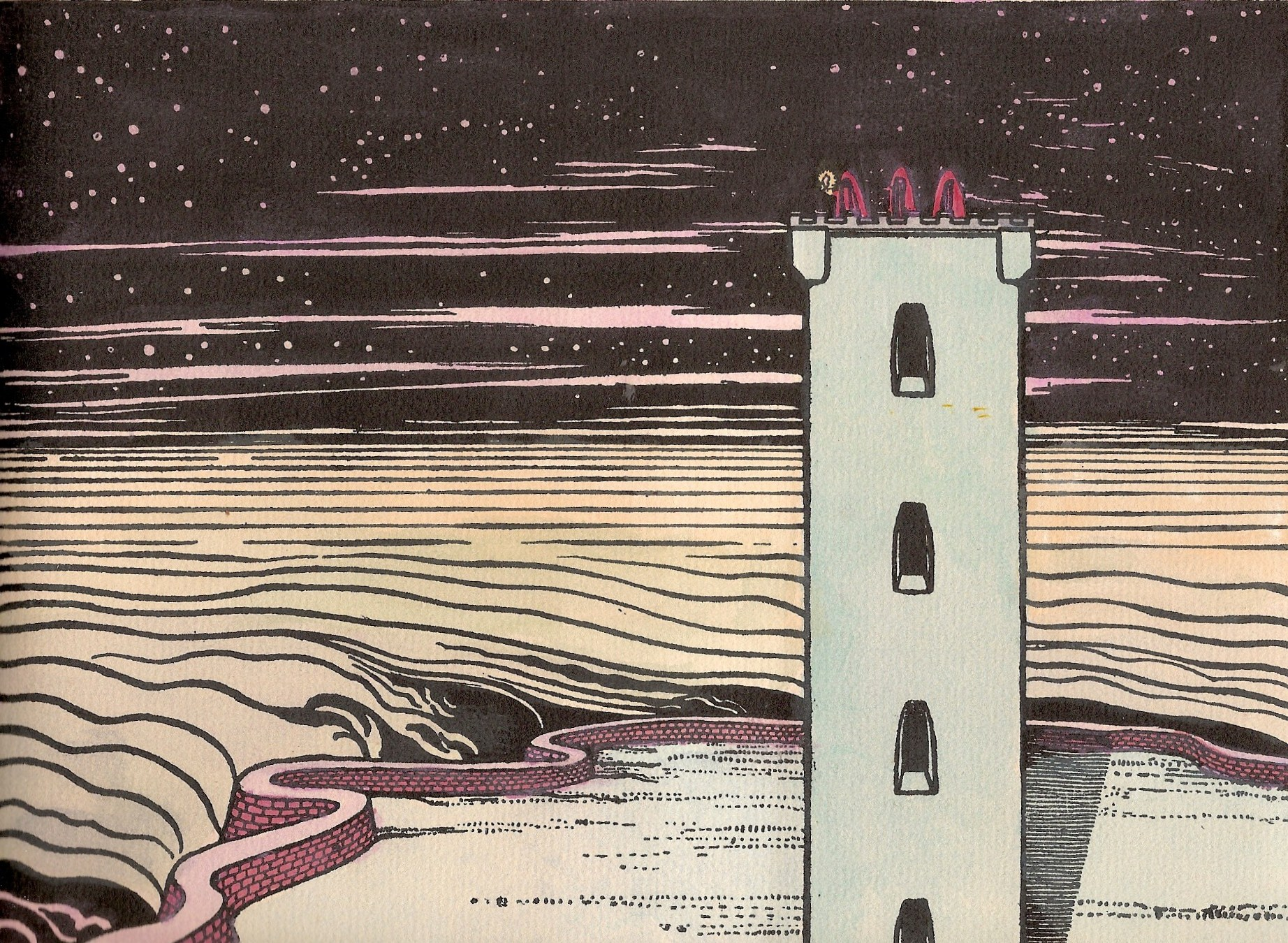
Gravure sur bois pour Douze chansons (I).

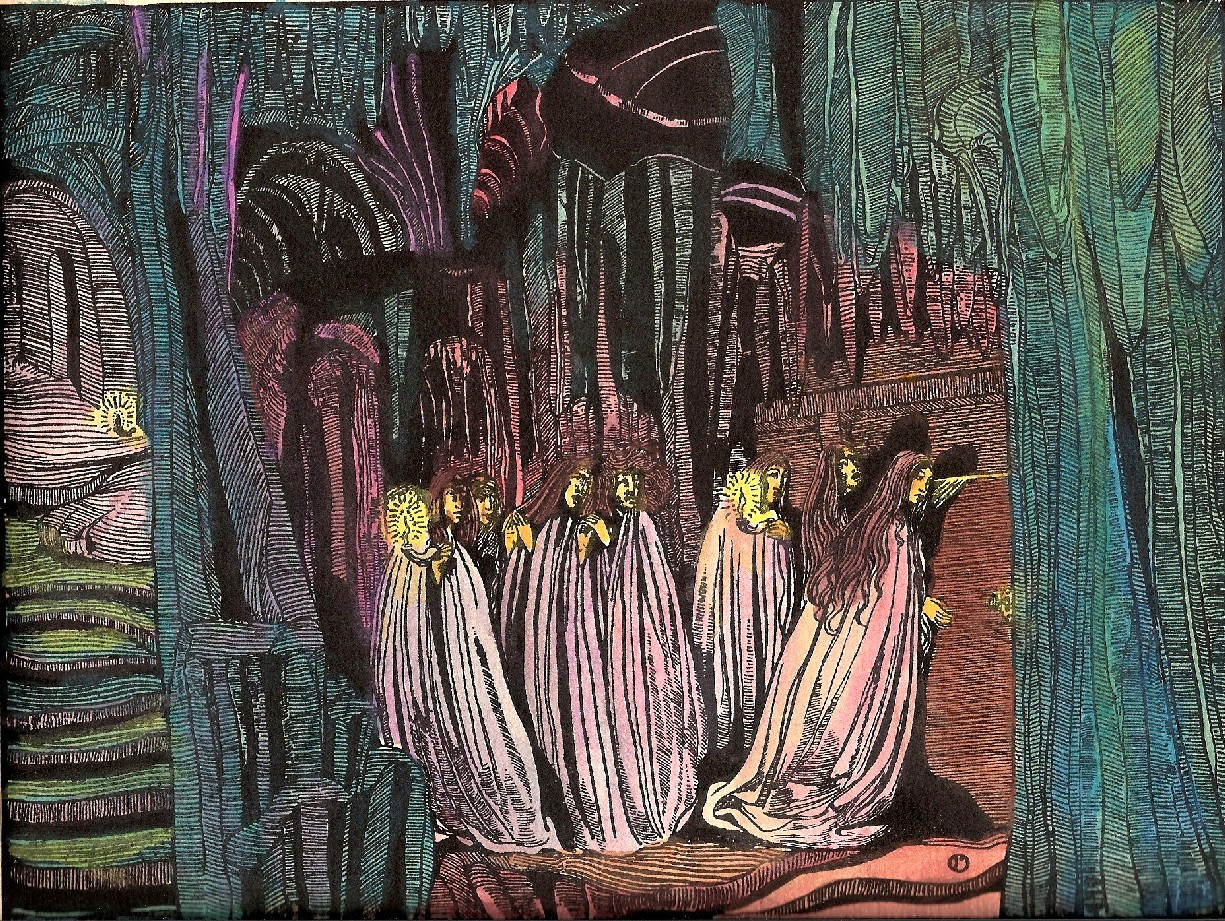
Gravure sur bois pour Douze chansons (II).

Durant sa jeunesse, ses parents déménagent à Gand, où il suit des études d'art plutôt académiques. À Anvers, il suit des cours auprès de Constantin Meunier. Il fréquente quelque peu le Groupe des XX.
Dans les années 1890, il est séduit par le courant symboliste et se lance dans la production de gravures sur bois. Il rencontre en 1892 Maurice Maeterlinck, qui lui demande d'illustrer certains de ses ouvrages. Le poète et dramaturge lui demande plus tard de confectionner les décors de L'Oiseau bleu (1908).
Doudelet collabore à de nombreux périodiques illustrés comme L'Estampe moderne, la Revue blanche, Le Réveil, Mercure de France, Pan, L'Idée libre artistique littéraire sociale (1901), Leonardo, L'Eroica, Nuovo Convito, De Vlaamsche School, L'Art flamand et hollandais, revue mensuelle illustrée — ses gravures et ornementations, d'un style Art nouveau, y sont appréciées.
En 1900, alors qu'il travaille étroitement avec l'éditeur anversois J. E. Buschmann, le ministère des Beaux-Arts, à Bruxelles, lui commande une vaste étude sur l'histoire du livre. Il s'exécute et voyage pour cela dans toute l'Europe, visitant la plupart des musées, les grandes bibliothèques et réserves de livres précieux. En Italie, il est séduit par la ville de Florence et décide de s'y installer : c'est là qu'il rencontre Giuseppe Prezzolini et Giovanni Papini, les fondateurs de la revue Leonardo avec laquelle il collabore. Il part ensuite s'installer à Livourne, et fréquente à ses débuts le tout nouveau Caffè Bardi : il se lie d'amitié avec Gabriele Gabrielli (it), Benvenuto Benvenuti (en), Renato Natali et Gino Romiti, qui forment le « Gruppo Labronico », une société de d'artistes livournais très active, connue d'Amedeo Modigliani. Doudelet, proche des idées et de l'esthétique de Joséphin Peladan, sert de lien avec le mouvement Rose-Croix esthétique,.
En 1922, il expose à la Biennale de Venise, puis quitte l'Italie en 1924.
De retour à Gand, il doit reconquérir une partie de sa notoriété perdue. Il parvient à trouver un poste d'enseignant en art dramatique à l'École Royale de Théâtre Oscar de Gruyter.
Sa fille ainée, Maria Cadira De Baets-Doudelet, qui a constitué un fonds en hommage à son père.

## Ouvrages illustrés

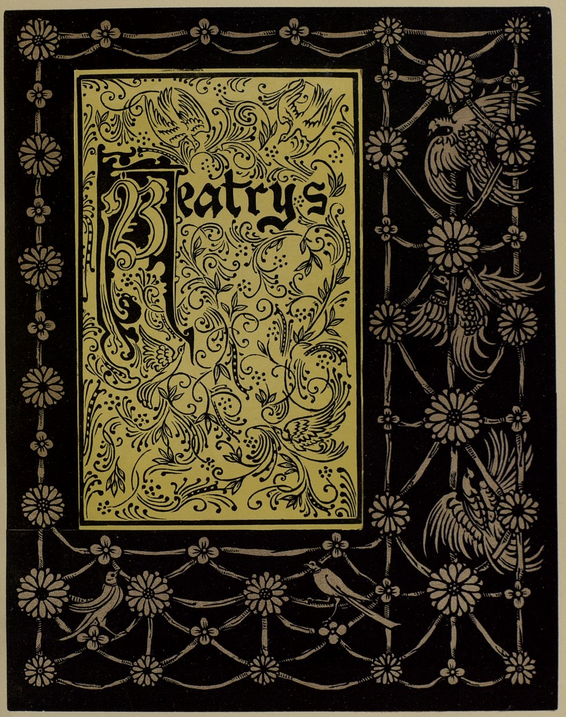
Page de titre du Beatrys, publié par Buschmann à Anvers en 1901 (Gallica).

- Maurice Maeterlinck, Douze chansons, 1896 ;
- Pol de Mont, Van Jezus, 1897 ;
- Het Liedeken van Here Halewijn, J.E. Buschmann, Anvers, 1896 ;
- [collectif], Le Spectateur catholique, illustration de bois gravés par Max Elskamp, Gaston Prunier, Maurice Denis, Charles Doudelet, James Ensor, Franz Melchers et Félix Valloton, Bruxelles-Paris, Éditions J. E. Buschmann, 1897-1898 ;
- Hendrik De Marez, Mijn herte weet, Anvers, J.-E.Buschmann, 1898 ;
- Beatrys (La Légende de Béatrice), Anvers, J. E. Buschmann, 1901 ;
- Giuseppe Prezzolini, Il centivio, en collaboration avec le graveur Camille Monnet, 1906 ;
- M. Maeterlinck, Serres chaudes, 1921 ;
  - M. Maeterlinck, Pelleas e Melisenda, 1922 — édition italienne.